# Witkeelloofbuulbuul
De witkeelloofbuulbuul (Phyllastrephus albigularis) is een zangvogel uit de familie Pycnonotidae (buulbuuls). Eerder werd de angolabuulbuul (P. viridiceps) beschouwd als een ondersoort van de witkeelloofbuulbuul.

## Verspreiding en leefgebied
Deze soort komt voor van Senegal en Gambia tot zuidelijk Zuid-Soedan, westelijk Oeganda en oostelijk Congo-Kinshasa.

## Status
De grootte van de populatie is niet gekwantificeerd maar de soort wordt omschreven als schaars tot zeer algemeen. Op de Rode lijst van de IUCN heeft deze soort de status niet bedreigd.